# Rockford (Alabama)
Rockford è un comune degli Stati Uniti d'America situato nella contea di Coosa dello Stato dell'Alabama.